# Панчкула (округ)
Панчкула (англ. Panchkula, хинди पंचकुला़ जिला) — округ в индийском штате Харьяна. Образован 15 августа 1995 года. Разделён на два подокруга. Административный центр округа — город Панчкула. Согласно всеиндийской переписи 2001 года население округа составляло 468 411 человек. Уровень грамотности взрослого населения составлял 74,00 %, что выше среднеиндийского уровня (59,5 %).